# Hermann Schmidt-Rimpler
Hermann Schmidt-Rimpler, född 30 december 1838 i Berlin, död 23 september 1915 i Halle an der Saale, var en tysk oftalmolog.
Schmidt-Rimpler kallades 1871 till den nyinrättade extra ordinarie professuren i ögonsjukdomar i Marburg, där han 1873 blev ordinarie professor och 1885 fick en ny präktig klinik till stånd. Han blev 1890 professor i Göttingen och var 1901–1910 professor i Halle an der Saale. Schmidt-Rimpler var vetenskapligt verksam inom ett flertal av oftalmologins områden, men mest värderad torde han vara för sin länge även i Sverige använda och för sin tid utmärkta lärobok Augenheilkunde und Ophthalmoskopie (1885; sjunde upplagan 1901).